# Behind the Wheel
«Behind the Wheel» (в переводе с англ. — «За рулём») — песня британской группы Depeche Mode, третий сингл с их шестого студийного альбома Music for the Masses, 20-й в дискографии группы. Вышел 28 декабря 1987 года. Достигал 21-й позиции в британском национальном сингл-чарте и был под № 6 в сингл-чарте Западной Германии.

## О сингле
В качестве би-сайда использована кавер-версия песни Бобби Траупа «Route 66», вышедшей в 1946 году и получившей своё название в честь американского шоссе 66. Музыка для кавера подобна, а временами идентична «Behind the Wheel» (особенно во время перехода). Имеются несколько миксов, в которых перемешиваются обе композиции. Мартин Гор исполняет основной вокал в «Route 66», в то время как в «Behind the Wheel» вокальные партии Дейв Гаан и Гор исполняют вместе. Во время тура в поддержку альбома Violator, проходившего в 1990 году, Гаан исполнял основной вокал в «Route 66» вместо Гора.
Существуют также миксы обеих песен, исполненные английским коллективом Beatmasters. «Route 66 (Beatmasters Mix)» присутствует в сборнике Remixes 81–04.
В 1989 году сингл занял 30-ю строчку в списке 100 величайших синглов за все времена по версии журнала Spin.

## Музыкальное видео
Существуют два музыкальных клипа на песню «Behind the Wheel». В оригинальной версии, присутствующей на видеоальбоме Strange, использован микс альбомной версии. Есть также сокращённая версия, изготовленная с использованием ремикс-версии с релиза 7". Она имеется на видеоальбоме The Videos 86>98. Режиссёром обеих версий выступил Антон Корбейн. Видео, снятое в Италии, начинается кадрами, в которых автомобиль, появлявшийся до этого в клипе на песню «Never Let Me Down Again», отбуксировывается прочь. Таким образом, клип является своего рода продолжением клипа на заглавную песню с предыдущего сингла.

## Списки композиций
«Behind the Wheel» написана Мартином Гором.
«Route 66» написана Робертом Уильямом Траупом-мл.
| №  | Название                   | Длительность |
| -- | -------------------------- | ------------ |
| 1. | «Behind the Wheel» (Remix) | 3:58         |
| 2. | «Route 66»                 | 4:08         |

| №  | Название                                | Длительность |
| -- | --------------------------------------- | ------------ |
| 1. | «Behind the Wheel» (Shep Pettibone Mix) | 5:55         |
| 2. | «Route 66» (Beatmasters Mix)            | 6:19         |

| №  | Название                             | Длительность |
| -- | ------------------------------------ | ------------ |
| 1. | «Behind the Wheel» (Beatmasters Mix) | 7:58         |
| 2. | «Route 66» (Casualty Mix)            | 10:39        |

| №  | Название                                | Длительность |
| -- | --------------------------------------- | ------------ |
| 1. | «Behind the Wheel» (Shep Pettibone Mix) | 5:57         |
| 2. | «Route 66» (Beatmasters Mix)            | 6:21         |
| 3. | «Behind the Wheel» (LP Mix)             | 5:18         |

| №  | Название                                | Длительность |
| -- | --------------------------------------- | ------------ |
| 1. | «Behind the Wheel» (Remix)              | 3:58         |
| 2. | «Route 66»                              | 4:09         |
| 3. | «Behind the Wheel» (Shep Pettibone Mix) | 5:57         |
| 4. | «Behind the Wheel» (LP Mix)             | 5:18         |

| №  | Название                                | Длительность |
| -- | --------------------------------------- | ------------ |
| 1. | «Behind the Wheel» (Remix)              | 3:58         |
| 2. | «Route 66»                              | 4:11         |
| 3. | «Behind the Wheel» (Shep Pettibone Mix) | 5:57         |
| 4. | «Route 66» (Beatmasters Mix)            | 6:21         |
| 5. | «Behind the Wheel» (Beatmasters Mix)    | 8:01         |
| 6. | «Route 66» (Casualty Mix)               | 10:42        |
| 7. | «Behind the Wheel» (LP Mix)             | 5:18         |

| №  | Название                                        | Длительность |
| -- | ----------------------------------------------- | ------------ |
| 1. | «Behind the Wheel» (Remix)                      | 3:58         |
| 2. | «Route 66 / Behind the Wheel» (Mega-Single Mix) | 4:15         |

| №  | Название                                | Длительность |
| -- | --------------------------------------- | ------------ |
| 1. | «Behind the Wheel / Route 66» (Megamix) | 7:51         |
| 2. | «Behind the Wheel / Route 66» (Megadub) | 6:17         |
| 3. | «Behind the Wheel» (Extended Remix)     | 5:57         |
| 4. | «Behind the Wheel» (Beatmasters Mix)    | 8:01         |

| №  | Название                             | Длительность |
| -- | ------------------------------------ | ------------ |
| 1. | «Behind the Wheel» (Extended Remix)  | 5:50         |
| 2. | «Behind the Wheel» (Dub)             | 6:00         |
| 3. | «Behind the Wheel» (Beatmasters Mix) | 8:00         |
| 4. | «Behind the Wheel» (7" DJ Remix)     | 3:48         |

| №  | Название                                        | Длительность |
| -- | ----------------------------------------------- | ------------ |
| 1. | «Behind the Wheel» (Remix)                      | 4:03         |
| 2. | «Behind the Wheel / Route 66» (Mega-Single Mix) | 4:29         |
| 3. | «Route 66 / Behind the Wheel» (Mega-Single Mix) | 4:22         |
| 4. | «Behind the Wheel / Route 66» (Megamix)         | 7:51         |
| 5. | «Behind the Wheel» (Beatmasters Mix)            | 8:01         |
| 6. | «Behind the Wheel» (Extended Remix)             | 5:57         |

## Чарты
| Чарт (1987—1988)                             | Позиция |
| -------------------------------------------- | ------- |
| Media Control AG                             | 6       |
| Франция (SNEP)                               | 21      |
| Швеция (Sverigetopplistan)                   | 10      |
| Швейцария (Schweizer Hitparade)              | 6       |
| Великобритания (OCC UK Singles)              | 21      |
| Billboard Dance Music/Club Play Singles      | 3       |
| Billboard Hot Dance Music/Maxi-Singles Sales | 10      |
| Billboard Hot 100                            | 61      |

## Behind the Wheel 2011
В 2011 году ремикс на песню был выпущен в США в качестве промосингла с трёхдискового варианта сборника Remixes 2: 81–11. Автором ремикса является Винс Кларк — сооснователь группы и её ведущий участник в 1980—1981 годы. Песня занимала третью строчку в Billboard Hot Dance Club Play.
| №  | Название                                                              | Длительность |
| -- | --------------------------------------------------------------------- | ------------ |
| 1. | «Behind the Wheel» (Vince Clarke Extended Vocal)                      | 6:42         |
| 2. | «Behind the Wheel» (Mark Picchiotti Re-Edited Vince Clarke Dub)       | 6:44         |
| 3. | «Behind the Wheel» (Mark Picchiotti Re-Edited Vince Clarke Radio Mix) | 3:36         |